# あるジーサンに線香を
「あるジーサンに線香を」（あるジーサンにせんこうを）は、『怪笑小説』に収録されている東野圭吾の短編小説。初出は『小説新潮』1994年10月号。
同小説を元にした舞台が2012年4月に初上演され、以降も再演が続いている。

## あらすじ
若い頃は戦争で苦労し、年老いてからも必死に生きてきて、もはや死を覚悟して待つばかりとなったジーサン。
ある日、ジーサンは主治医の新島先生に、突然日記を付けてくれと頼まれる。
何かと思いながらも付け続けると、今度は「若返りの実験」に協力してくれという。
実験は成功し、ジーサンは若返る。
看護婦の花田さんに街を案内してもらい、本屋の娘の千春と交流し、若い頃を取り戻すように楽しむジーサン。
しかし幸せな時は長く続かず、若者たちが年寄り世代を疎んでいる事を突きつけられ、実験の効果も終わり、ジーサンはまた老いていく。
再び迫りくる死を間近に感じたジーサンは恐怖に怯え、最後に日記に「死にたくない」という思いを書き記す。

## 登場人物
ジーサン
子供ができず、妻にも先立たれた孤独な老人。
扶美
ジーサンの妻。故人。
新島先生
ジーサンの通う病院の医師。
花田広江
同病院の看護婦。
井上千春
ジーサンが通う本屋の娘。

## 舞台

### 2011年版
2011年4月8日から17日まで三越劇場にて上演が予定されていたが、東日本大震災の影響で上演中止となった。元シブがき隊布川敏和と息子の布川隼汰の親子初共演が予定されていた。
キャスト
モト冬樹、音無美紀子、えまおゆう、布川敏和、布川隼汰、森咲樹、武智大輔（友情出演）、北嶋マミ、嶋本秀朗、山沖勇輝、田村幸士、西浦八恵子、毛受廣美、片平光彦、鈴木達也、白神早季子、若生千晶、大江千文

スタッフ
- 脚本：福田卓郎
- 演出：中村金太
- 原作：東野圭吾

### 2012年版
2012年4月20日から4月28日にかけて、『あるジーサンに線香を〜あなたは若返りたいですか〜』（あるジーサンにせんこうを あなたはわかがえりたいですか）のタイトルで三越劇場と中日劇場で上演された。
キャスト
- 照男（ジーサン：20・40・80代の主人公） - モト冬樹
- 扶美（照男の妻） - 山本陽子
- 女医 - 愛華みれ
- 医者 - おりも政夫
- 井上千春 - 森田涼花（アイドリング!!!） / 古川小夏（アップアップガールズ（仮）） ※ダブルキャスト
- 坂元亮介、北嶋マミ、嶋本秀朗、山沖勇輝、紗羽優那、田村幸士、川和郁子、おおらいやすこ

### 2013年版
2013年11月3日から12月8日にかけて、『あるジーサンに線香を〜若返ったら、あなたはもう一度恋をしてみますか〜』（あるジーサンにせんこうを わかがえったら、あなたはもういちどこいをしてみますか）のタイトルで再演された。
公演日程
- 11月3日、亀戸文化センター・カメリアホール
- 11月8日、南相馬市民文化会館 大ホール
- 11月17日、京都芸術劇場 春秋座
- 11月19日、北國新聞赤羽ホール
- 11月29日 - 12月8日、銀座博品館劇場

キャスト
- 佐川照男 -  モト冬樹
- 照男の妻 - 山本陽子
- 愛華みれ
- 医師 - おりも政夫
- 病院売店の女性 - 松原夏海
- 桜乃彩音、坂元亮介、田村幸士、川和郁子、おおらいやすこ

## ドラマ
2012年9月1日より「ドラマJOKER 東野圭吾ドラマシリーズ”笑”」第二笑としてJ:COMオンデマンドやビデオパスで配信された。9月1日の初月の視聴数で同シリーズの前話「モテモテ・スプレー」を大幅に上回り、J:COM配信ドラマ史上最高視聴数を更新した。
キャスト
- ジーサン：笹野高史
- 若返ったジーサン：菅田将暉
- 千春：宮澤佐江（AKB48）

スタッフ
- 原作：東野圭吾
- 監督：石井聡一
- 脚本：ふじきみつ彦